# Јакуза
Јакузе (јап. ヤクザ), познате и као гокудо (јап. 極道), припадници су јапанске криминалне организације, традиционалног синдиката организованог криминала, такође познати и као „насилничке групе“. Име су добили по популарној игри картама ханафуда, односно најлошијој комбинацији коју играч може да извуче: 8 (ја), 9 (ку) и 3 (са) што у буквалном преводу значи безначајно, па их у Јапану зову и 893. Најбројнија су криминална организација на свету. Препознају се по кратко подшишаној коси, тетоважама по готово целом телу (најпопуларније су ирезуми и хоримоно) и по недостатку малог прста на руци (то ритуално одсецање се зове јубицуме). Наиме, приликом првог прекршаја починилац мора да одсече врх малог прста на левој руци и да га преда свом надређеном. Порекло јакуза лежи у разбојничким дружинама такозваних ронина тј. самураја без господара који су лутали и пљачкали Јапаном. Прве праве организације јакуза су настале пре око 300 година. Биле су то банде Бакуто (коцкара) и Текија (уличних трговаца).
Српски еквивалент за израз јакуза је гангстер, што значи појединац укључен у криминалну организацију налик мафији. Јакузе су познате по својим строгим кодексима понашања, својој организованој феудској природи и неколико неконвенционалних ритуалних пракси као што су јубицуме или ампутација левог малог прста. Чланови су често приказани као мушкарци, носећи „помодна одела“ са јако тетовираним телима и зализаном косом. Ова група се и даље сматра међу „најсофистициранијим и најбогатијим криминалним организацијама“.
У време Мејџи обнове тј. модернизације Јапана, они су почели да развијају послове везане за шверц, уцене, изнуде, рекетирање и организовање проституције. Они потичу из свих слојева јапанског друштва. На њиховом челу се налази ојабун (отац) који командује потчињенима (кобуни). Пријемом у организацију члан се одриче крвних веза. 
Веће групе јакуза састоје се од више мањих које су лојалне босу клана кумичоу. Кумичо има мрежу помоћника, саико-комоне (старији саветници) где сваки руководи неком од делатности у градским четвртима које контролишу. Принцип рада јакуза је: „радити тајно иза легалних паравана“. Највећи од свих кланова је Јамагучигуми који се бави диловањем дроге, прањем новца и порнографијом. На његовом челу се више од три деценије налазио Казуо Тоака, трећи ојабун од оснивања клана, до 1981. када је смртно рањен. Ово је искључиво тајно мушко друштво где женама није дозвољен приступ. Једино босова жена има контакте са осталим члановима који је зову ане-сан (старија сестра). Симбол овог клана је значка у облику ромба који носе на реверу а уз помоћ које се ући где год се пожели.
На свом врхунцу, јакуза је задржала велико присуство у јапанским медијима и деловала на међународном нивоу. На свом врхунцу током раних 1960-их, полиција је проценила да је јакуза имала више од 200.000 чланова. Међутим, овај број је драстично опао, што се приписује променљивим тржишним приликама и неколико правних и друштвених дешавања у Јапану који обесхрабрују раст чланства јакузе. Јакузе и даље редовно учествују у низу криминалних активности и многи јапански грађани и даље се плаше претње које ти појединци представљају по њихову безбедност. Данас у Јапану не постоји строга забрана чланства у јакузама, иако је јапанска влада усвојила много закона који имају за циљ ометање прихода и повећање одговорности за криминалне активности.

## Етимологија
Назив јакуза потиче од традиционалне јапанске карташке игре Оичо-Кабу, игре у којој је циљ извући три карте које дају резултат 9. Ако збир карата прелази 10, његова друга цифра се користи као резултат уместо тога, и ако је збир тачно 10, резултат је 0. Ако су три извучене карте 8-9-3 (на јапанском се изговара ја-ку-са), збир је 20 и стога је резултат нула, што га чини најгором могућом руком која се може извући. На јапанском, реч јакуза се обично пише у катакани (ヤクザ).

## Порекло
Упркос неизвесности о јединственом пореклу јакуза организација, већина модерних јакуза потиче из две друштвене класификације које су се појавиле средином Едо периода (1603–1868): текија, они који су првенствено продавали недозвољену, украдену или лошу робу; и бакуто, они који су били укључени или учествовали у коцкању.
Текија (торбари) су сврстани у једну од најнижих друштвених група током едо периода. Како су почели да формирају сопствене организације, преузели су неке административне дужности повезане са трговином, као што је додела тезги и заштита њихових комерцијалних активности. Током шинтоистичких фестивала, ови трговци су отварали тезге, а неки чланови су били ангажовани као обезбеђење. Сваки трговац је плаћао кирију у замену за доделу тезги и заштиту током сајма.
Текије су биле високо структурисана и хијерархијска група са ојабуном (шефом) на врху и кобунима (члановима банде) на дну. Ова хијерархија личи на структуру сличну породици – у традиционалној јапанској култури, ојабун се често сматрао сурогатним оцем, а кобуни сурогатном децом. Током едо периода, влада је формално признала текије. У то време, унутар текије, ојабуни су постављени за надзорнике и добили статус скоро самураја, што значи да им је дозвољено достојанство презимена и два мача.
Бакуто (коцкари) су имали много нижи друштвени статус чак и од трговаца, пошто је коцкање било незаконито. Многе мале коцкарнице настале су у напуштеним храмовима или светилиштима на рубовима градова и села широм Јапана. Већина ових коцкарница водила је кредитне послове за клијенте и обично су одржавале своје особље за обезбеђење. Шире друштво је с презиром гледало на саме коцкарнице, као и на бакуте. Велики део непожељне слике Јакуза потиче из бакута; ово укључује и само име јакуза.
Шимизу Јирочо (1820–1893) је најпознатији јапански јакуза и народни херој. Шимизуово право име је било Чогоро Јамамото. Његов живот и подвизи приказани су у шеснаест филмова између 1911. и 1940. године.
Корени јакузе данас опстају у церемонијама иницијације, које укључују текија или бакуто ритуале. Иако је модерна јакуза постала разнолика, неке банде се и даље идентификују са једном или другом групом; на пример, банда чији је примарни извор прихода илегално коцкање може себе називати бакуто.